# باسيكا ماكو
باسيكا ماكو (بالإنجليزية: Paseka Mako)‏ هو لاعب كرة قدم جنوب أفريقي في مركز الدفاع، ولد في 1 أبريل 1994 في جنوب أفريقيا. لعب مع أورلاندو بيراتس.